# Giuseppe Peroni
Giuseppe Peroni (Parma, 6 maggio 1710 – Parma, 22 settembre 1776) è stato un religioso e pittore italiano.
Figlio di Luigi, dottore in fisica, e di Maria Maddalena Remesini (o Ramesini), originaria di Colorno, fu avviato alla carriera ecclesiastica come il fratello maggiore Giulio (1705-1784), ma la sua spiccata tendenza all'arte pittorica indusse il padre ad inviarlo alla scuola di Pier Ilario Mercanti, detto lo Spolverini. Nel 1731 venne mandato a Bologna per frequentare l'Accademia Clementina, dove ebbe come insegnanti Ercole Lelli, rinomato anatomista e pittore, Felice Torelli e Donato Creti. Da Ferdinando Bibiena apprese inoltre nozioni di architettura e di prospettiva.
Nel 1734 partì per Roma, dove frequentò la scuola di Agostino Masucci. Il maestro romano, custode geloso della tradizione classicista tardo-barocca di Carlo Maratta, era nel pieno della maturità artistica, che si espresse attraverso una raffinata evoluzione verso espressioni pre-neoclassiche. Nel 1738, quando Peroni giunse nel suo atelier, il Masucci stava lavorando al Giudizio di Salomone (Torino, Palazzo Madama). La notevolissima versatilità di cui era dotato il Peroni venne subito indirizzata in questo senso e si arricchì a contatto con le molteplici tendenze pittoriche e artistiche romane. Ebbe contatti col Conca, col Giaquinto, col Trevisani, con Marco Benefial, con lo stesso Mengs e soprattutto con Pompeo Batoni.  Stringe amicizia con il pittore e caricaturista Pier Leone Ghezzi, che nel 1736 sposa la sorella Maria Caterina.

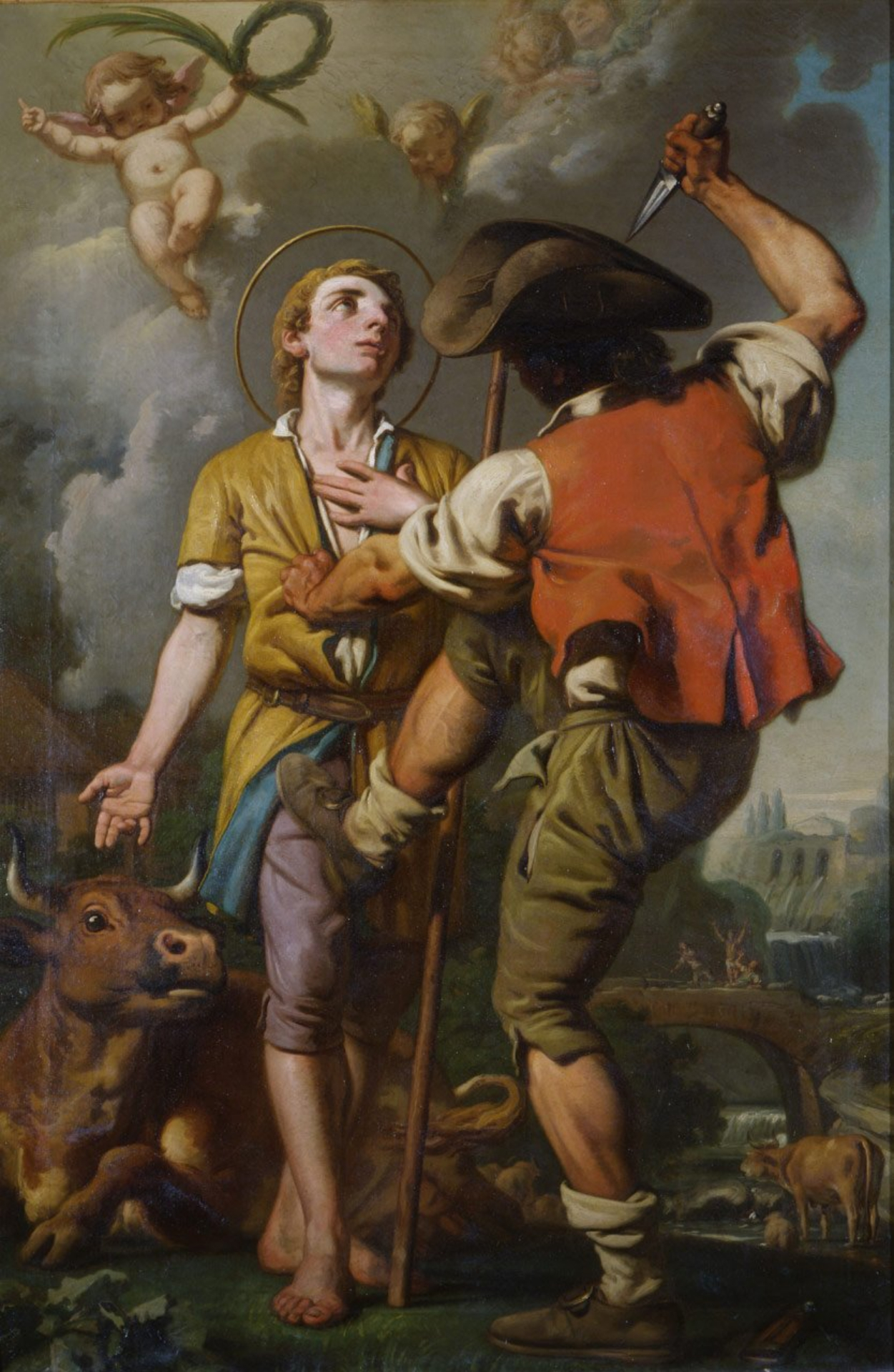
'Martirio di San Lucio di Val Cavargna, 1762/3), Galleria nazionale di Parma

A Roma vinse nel 1738 il primo premio dell'Accademia di San Luca. Nello stesso tempo proseguì nella carriera ecclesiastica e il 21 marzo 1744 celebrò la sua prima messa nella chiesa di San Basilide. Tornato a Parma, venne chiamato a insegnare pittura all'Accademia di Belle Arti. Per la chiesa di San Martino a Varano Melegari dipinse nel 1744 una pala d'altare con i Misteri del Rosario e due affreschi con la Madonna vincitrice della Morte e della Tentazione. Rimase a Parma fino al 1750 e in questo periodo, secondo l'Affò, dipinse un San Giovanni Battista nella chiesa di Santa Cecilia, poi portata in quella di Ognissanti.
Tra il 1750 e il 1752 tornò a Roma, dove tra i suoi mecenati si trovano il cardinale Alberoni e il principe Barberini. In gennaio del 1752 andò a Napoli e in agosto fu a Bologna, ospite di Enrico Lelli, per proseguire per Venezia dove lo si trova il 29 agosto. Verso la fine del 1752 ritornò a Parma dove dipinse il Martirio di San Bartolomeo per la chiesa omonima.

## Opere (parziale)
Oltre alla già citate, si ricordano:
- Martirio dei Santi Faustino e Giovita (1748), pala per l'altare maggiore della chiesa di Sorbolo
- Autoritratto (anni '60 del XVIII secolo), Galleria nazionale di Parma
- Martirio di San Lucio di Val Cavargna (1762-1763), Galleria nazionale di Parma
- San Luigi Re di Francia che dona al Beato Bortolomeo di Breganze le reliquie della Passione (1756) per la chiesa di San Pietro Martire, poi trasportato in Vescovado.
- Cristo e la Maddalena (1757), per la Certosa di Pavia, considerata una delle sue opere migliori
- Madonna del Suffragio (1758), nella sagrestia della chiesa di San Vitale a Parma
- Madonna e San Francesco Saverio (1760), nella chiesa della Santissima Trinità a Crema
- Santa Lucia condotta al martirio (o Condanna di Santa Lucia) (1762-1763), Galleria nazionale di Parma
- Cristo e la Samaritana (ca. 1763), chiesa di San Sepolcro a Parma
- Lo Sposalizio della Vergine (ca. 1764) per il duomo di Pontremoli
- Estasi di San Filippo Neri (1764) nella chiesa di Santa Maria presso San Satiro
- Crocefissione (1766) eseguita a Milano e spedita a Parma per la chiesa di Sant'Antonio
- Vergine con Sant'Anna e San Giuseppe (1771), chiesa di San Filippo Neri a Torino
- L'Immacolata Concezione (1771), chiesa di San Filippo Neri a Torino
- Madonna coi Santi Gregorio e Vitale e una Santa Lucia (1774) per la chiesa di San Vitale a San Vitale Baganza
- Sposalizio di Santa Caterina (ca. 1775), Galleria nazionale di Parma